# 王祖武 (1929年)
王祖武（1929年7月—2022年8月17日），男，山西临猗人，中华人民共和国政治人物，曾任河北省人民政府副省长，河北省政协副主席。